# Teatrocinema
Teatrocinema és una companyia de teatre xilena fundada als anys 80 amb el nom de La Troppa i al 2005 canviada a l'actual nom. És una companyia multidisciplinària que ha cerat obres aclamades i reconegudes a escenaris i festivals d'arreu del món. Teatrocinema neix de la necessitat de modificar el llenguatge teatral i explicar històries en una nova dimensió. Les obres solen tenir una narrativa clàssica que és representada barrejant tècniques i mètodes de teatre, el cinema i el còmic.
"Ens hem cansat del teatre convencional. Etimològicament, teatre significa "el que es veu". Y el públic porta tant de temps veient el mateix que ens venia de gust canviar i investigar noves formes de comunicar" Juan Carlos Zagal, director general de la companyia.

## Execució
En el cas de Teatrocinema tot canvia, les obres de teatre de la companyia estan plantejades des del llenguatge audiovisual i aquest s'adapta al Teatre. A tarvés de les projeccions i l'espai se simulen els moviments de càmera i l'escenari es converteix en una pantalla. A l'espectacle Historia de amor (2013), un dels més reconeguts de la companyia, teatrocinema adapta al teatre la novel·la gràfica de Régis Jauffret amb el mateix títol Historia de amor (1997). La història es narra seguint els principis del còmic i les escenes es plantejen com vinyetes. L'obra, per tant, es converteix en una coreografia entre els actors i lo audiovisual per representar el moviment dels personatges i l'espai. L'obra explica la història de l'abús i obsessió d'un professor d'anglès amb una noia jove que coneix, tot això narrat amb il·lustracions i animacions en blanc i negre amb una estètica "noir" molt marcada.
Per dur a terme els efectes que simulen els moviments de l'espai i la "càmera" la companyia es serveix d'un dispositiu escènic format per una pantalla de fons i una altar davantera col·locada entre els actors i el públic. A la pantalla de fons s'hi projecten amb retroprojecció les imatges de fons que mostren l'espai i la escenografia, mentre que a la pantalla davantera s'hi projecten els objectes o zones amb els quals l'actor interactua. La característica principal de la pantalla davantera és que és semi translúcida, la superfície capta les imatges que impacten, però també permet veure les zones il·luminades al seu darrere, com serien els actors o la pantalla de fons. Això permet generar, a través dels audiovisuals projectats i la sincronització de les seves perspectives amb la dels actors, un efecte de tres dimensions.

## Repertori
| Títol                                    | Any  |
| ---------------------------------------- | ---- |
| Plata Quemada                            | 2019 |
| Pato patito                              | 2019 |
| El canto de la tierra                    | 2018 |
| El sueño de Mó                           | 2018 |
| La contadora de películas                | 2015 |
| Historia de amor                         | 2013 |
| El hombre que daba beber a las mariposas | 2010 |
| Sin sangre                               | 2007 |
| Gemelos                                  | 1999 |
| Viaje al centro de la tierra             | 1995 |
| Pinocchio                                | 1990 |